# Johann Baring

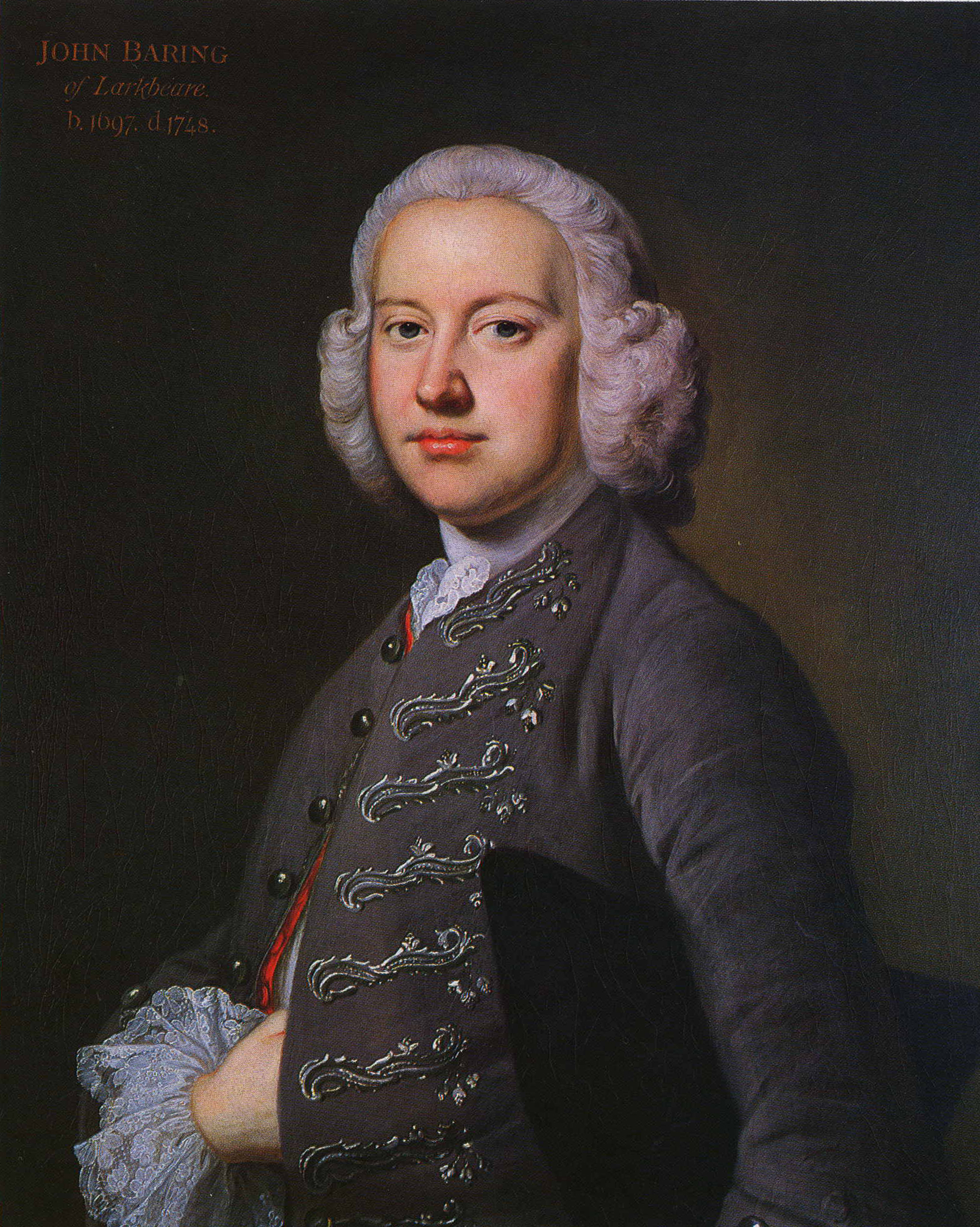
John Baring, 1740

Johann Baring (Engels: John Baring) (Bremen-Verden 15 november 1697 – Larkbeare, Devon 1748) was een Duits-Engels koopman. Hij kwam in 1717 als immigrant naar Engeland. Hij besloot zich er permanent te vestigen legde daarmee de grondslag voor zijn nageslacht om een van de leidende bankiersfamilies in de wereld te worden.

## Biografie
Johann Baring was de postume zoon van Franz Baring (1657–1697), leraar theologie in Bremen, die een paar weken voor zijn geboorte stierf op 40-jarige leeftijd. Zijn vrouw Rebecca Vogds was de dochter van een belangrijke wolhandelaar in Bremen. Als gevolg van de dood van zijn vader werd hij opgevoed door de familie van zijn vader.
Op 20-jarige leeftijd werd hij als gezel van een wolhandelaar naar Engeland gestuurd om in Exeter de wolhandel te leren. Het was de bedoeling om terug te keren naar Bremen na zijn tijd als gezel, maar hij besloot in Engeland te blijven. In 1720 verkreeg hij de Britse nationaliteit en verengelste hij zijn naam naar John. 

## Huwelijk en kinderen
John Baring trouwde in 1729 met Elizabeth Vowler (1702–1766), dochter van een rijke levensmiddelenhandelaar uit Exeter, die een bruidsschat van £20.000 meebracht. Haar handelsgeest mat zich met die van haar man en na zijn dood zette zij dan ook zijn succesvolle wolhandel voort. John en Elizabeth kregen vijf kinderen:
- John Baring (1730–1816), die met zijn broer de John and Francis Baring Company startte, die uiteindelijk tot de Barings Bank zou uitgroeien.
- Thomas Baring (1733–1758)
- Francis Baring (1740–1810), partner van zijn broer in de John and Frans Baring Company. Hij werd in de Britse adelstand verheven als baronet.
- Charles Baring (1742–1829), huwde met Margaret Gould (1743–1803)
- Elizabeth Baring (1744–1809), huwde in 1780 met John Dunning (1731–1783), lid van het Britse Lagerhuis en in 1782 in de adelstand verheven als baron Ashburton.

## Landgoederen en nalatenschap
In 1737 kocht John Bearing Larkbeare House, dat destijds buiten Exeter lag, een 16e-eeuws landhuis omgeven door 15 ha land. Tegenwoordig is van het landhuis nog maar een klein deel over, de rest is gesloopt. Aangrenzend lag het landgoed Mount Radford, in 1755 aangekocht door zijn zoon John, dat later het familieverblijf werd en nog altijd bestaat. Kort voor zijn dood kocht John Lindridge House in Bishopsteignton. Het landhuis werd in 1963 verwoest door brand en in 1990 gesloopt, de tuinen werden gerestaureerd.
Tegen het eind van zijn leven was de familie Baring een van de rijkste van West Country. Baring Crescent in Exeter, met huizen uit de regency-periode, is vernoemd naar de familie.